# Odinia williamsi
Odinia williamsi är en tvåvingeart som beskrevs av Johnson 1924. Odinia williamsi ingår i släktet Odinia och familjen tickflugor. Inga underarter finns listade i Catalogue of Life.